# Kleeścian
Kleeścian – wielościan powstały z innego wielościanu przez doklejenie do każdej ze ścian ostrosłupa o podstawie przystającej do tej ściany. Nazwa Kleeścian została stworzona na cześć matematyka Victora Klee.

## Przykłady
- Czworościan poczwórny jest Kleeścianem czworościanu foremnego, ośmiościan potrójny jest Kleeścianem ośmiościanu, a dwudziestościan potrójny jest Kleeścianem dwudziestościanu. W każdym z tych przypadków Kleeścian jest utworzony przez doklejenie do każdej ściany odpowiedniego wielościanu ostrosłupa prawidłowego czworokątnego. Dwunastościan rombowy, jako szczególny przypadek sześciościanu foremnego, jest Kleeścianem.
- W przestrzeni czterowymiarowej jeden z wielościanów foremnych, 24-komórka, jest Kleeścianem innego wielościanu foremnego – 8-komórki[3].

| Czworościan potrójny – Kleeścian czworościanu | Sześciościan poczwórny – Kleeścian sześcianu | Ośmiościan potrójny – Kleeścian ośmiościanu | Dwunastościan piątkowy – Kleeścian dwunastościanu | Dwudziestościan potrójny – Kleeścian dwudziestościanu |

Sześciościan poczwórny jest Kleeścianem sześcianu, utworzonym przez doklejenie do każdej jego ściany ostrosłupa prawidłowego czworokątnego, a dwunastościan piątkowy jest Kleeścianem dwunastościanu, utworzonym przez doklejenie do każdej jego ściany ostrosłupa prawidłowego pięciokątnego.